# Domkerk van Mikkeli
De Dom van Mikkeli in het Finse Mikkeli is de bisschopskerk van het evangelisch-lutherse bisdom Mikkeli. De bisdomszetel bevond zich oorspronkelijk in Savonlinna en later in het Russische Vyborg. Nadat Finland Vyborg in 1945 aan Rusland moest afstaan werd de zetel van de bisschop verplaatst naar Mikkeli.

## Geschiedenis

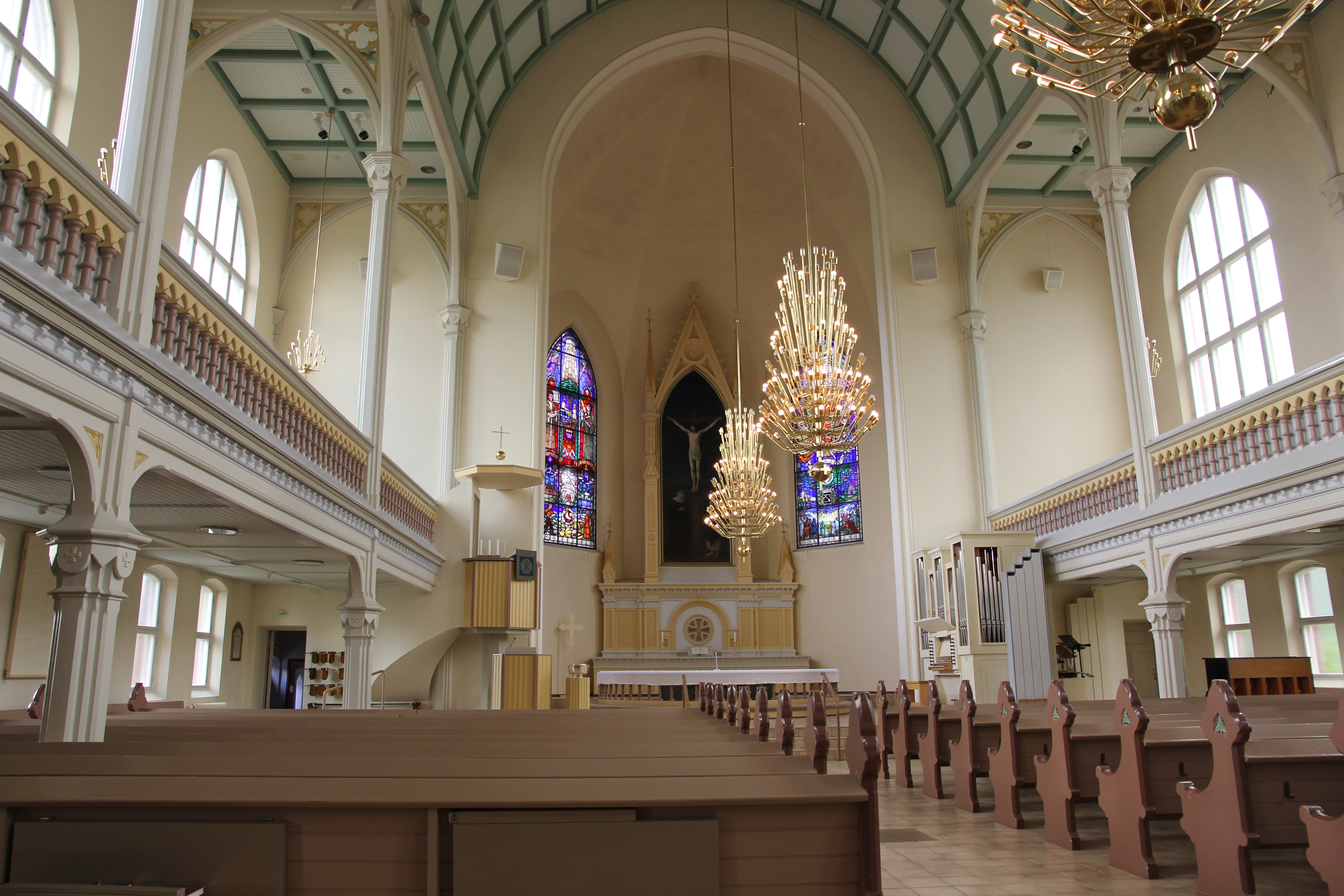
Overzicht interieur

De bakstenen kerk werd in de jaren 1896-1897 door Josef Stenbäck in neogotische stijl gebouwd.
Terwijl grote delen van de stad in de Tweede Wereldoorlog werden getroffen door oorlogsgeweld, liep de kerk zelf slechts geringe schade op.

## Interieur
Het altaarschilderij van Pekka Halonen met een voorstelling van Jezus aan het kruis dateert uit 1899.
In de jaren 1954-1955 werd de kerk gerenoveerd, waarbij de houten kansel door een eenvoudigere preekstoel werd vervangen. Tijdens de renovatie in 1983-1984 kreeg het interieur van de kerk door de toepassing van lichtere kleuren een vriendelijkere uitstraling. Ook werd de indeling van de banken veranderd. De kerk heeft ongeveer 1200 zitplaatsen en 900 staanplaatsen.
De klokken werden in Duitsland door de Bochumer Verein gegoten.

## Orgel
In de kerk bevindt zich een orgel met 51 registers van de orgelbouwerij uit Kangasala.